# 采明湖
52°09′41″N 13°38′12″E / 52.161415°N 13.636738°E

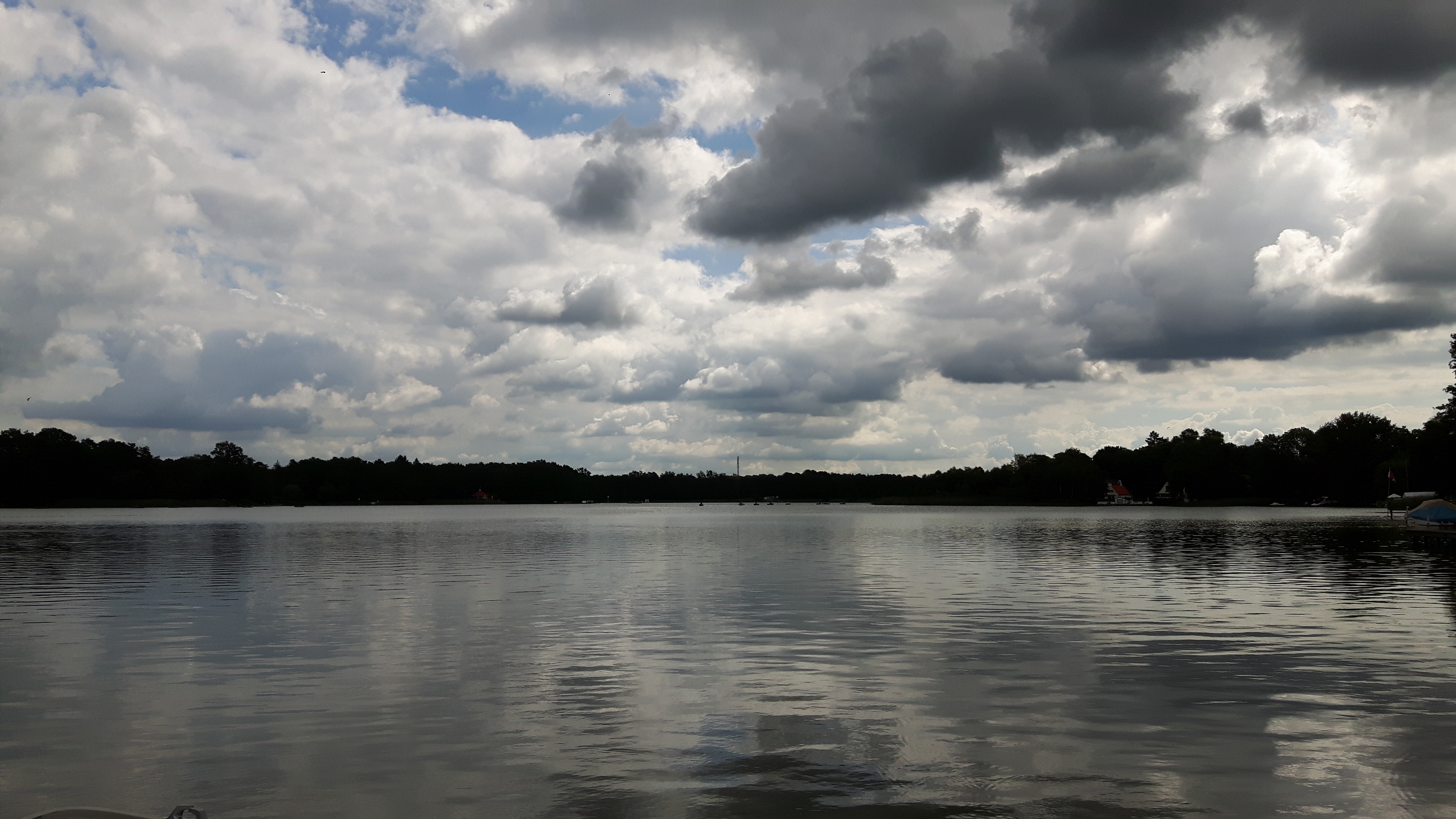

采明湖（德語：Zemminsee），是德國的湖泊，位於該國西南部，由勃蘭登堡州負責管轄，處於達默-施普雷瓦爾德縣，長1.1公里、寬0.6公里，面積0.43平方公里，海拔高度33米，湖岸線長度3.9公里。